# Elfenglöckchen
Die Pflanzengattung Elfenglöckchen (Prosartes) gehört zur Familie der Liliengewächse (Liliaceae). Die etwa sechs Arten sind in Nordamerika verbreitet.

## Beschreibung

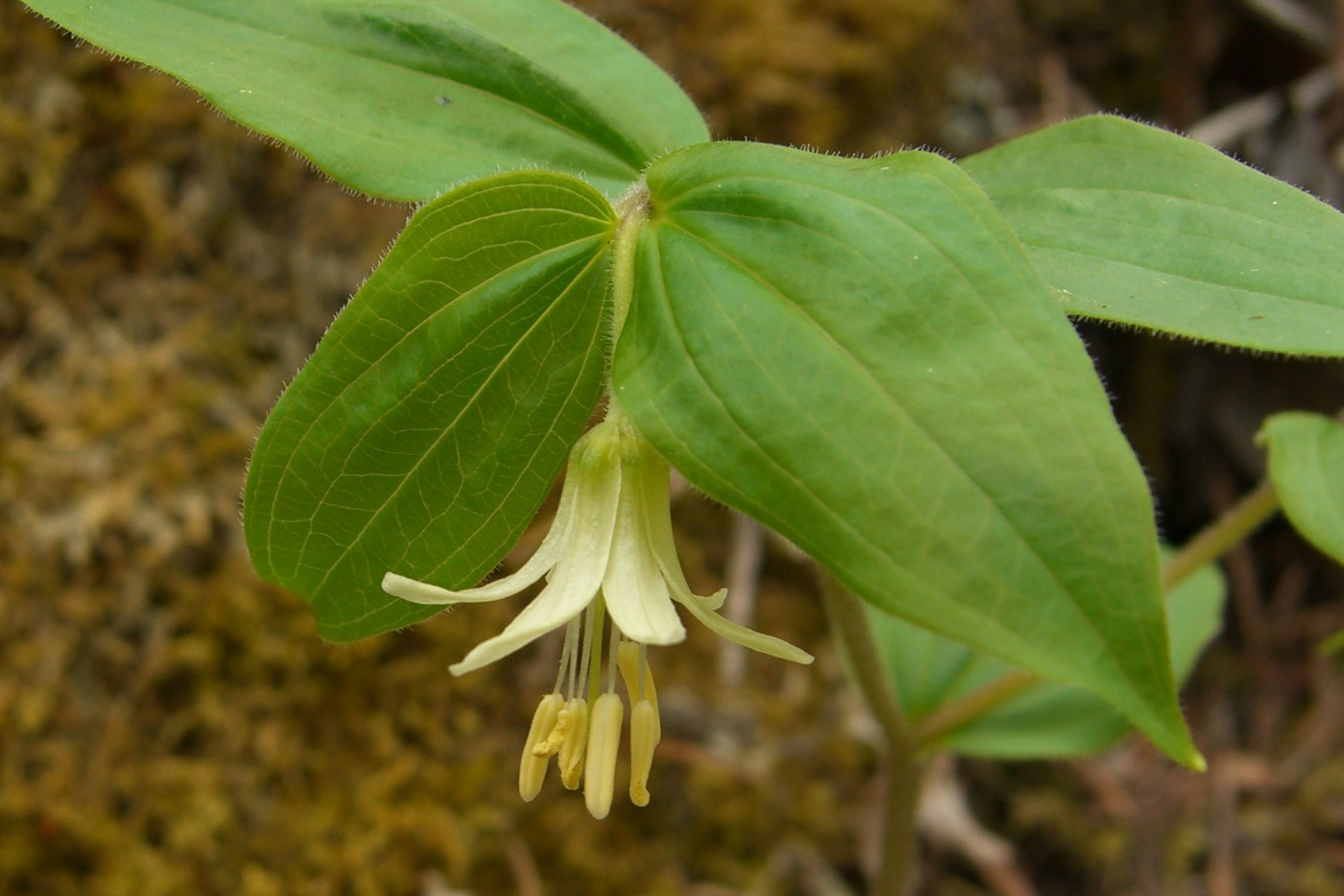
Gestielte Blüte von Prosartes trachycarpa

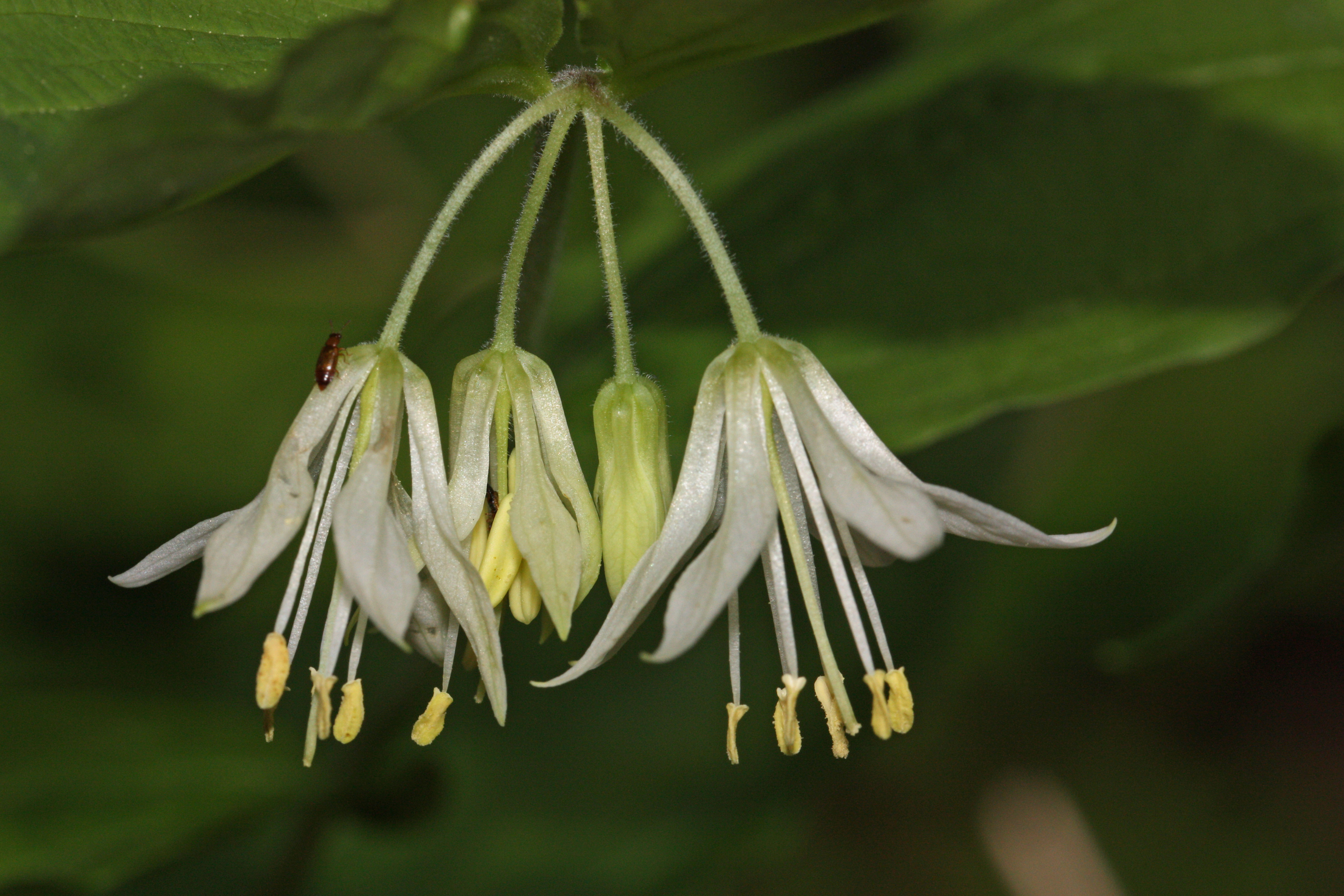
Blüten von Prosartes hookeri

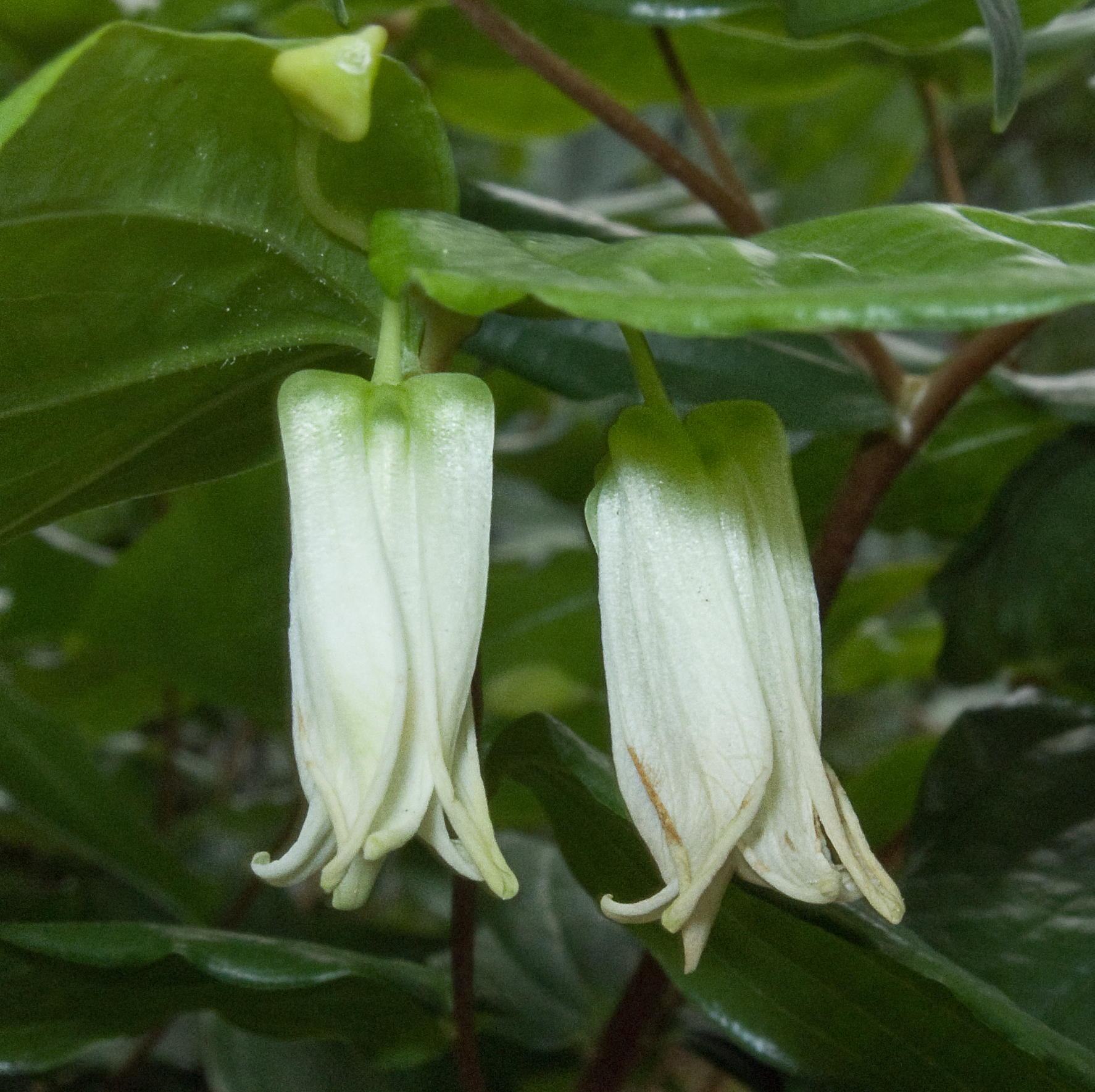
Blüten von Prosartes smithii

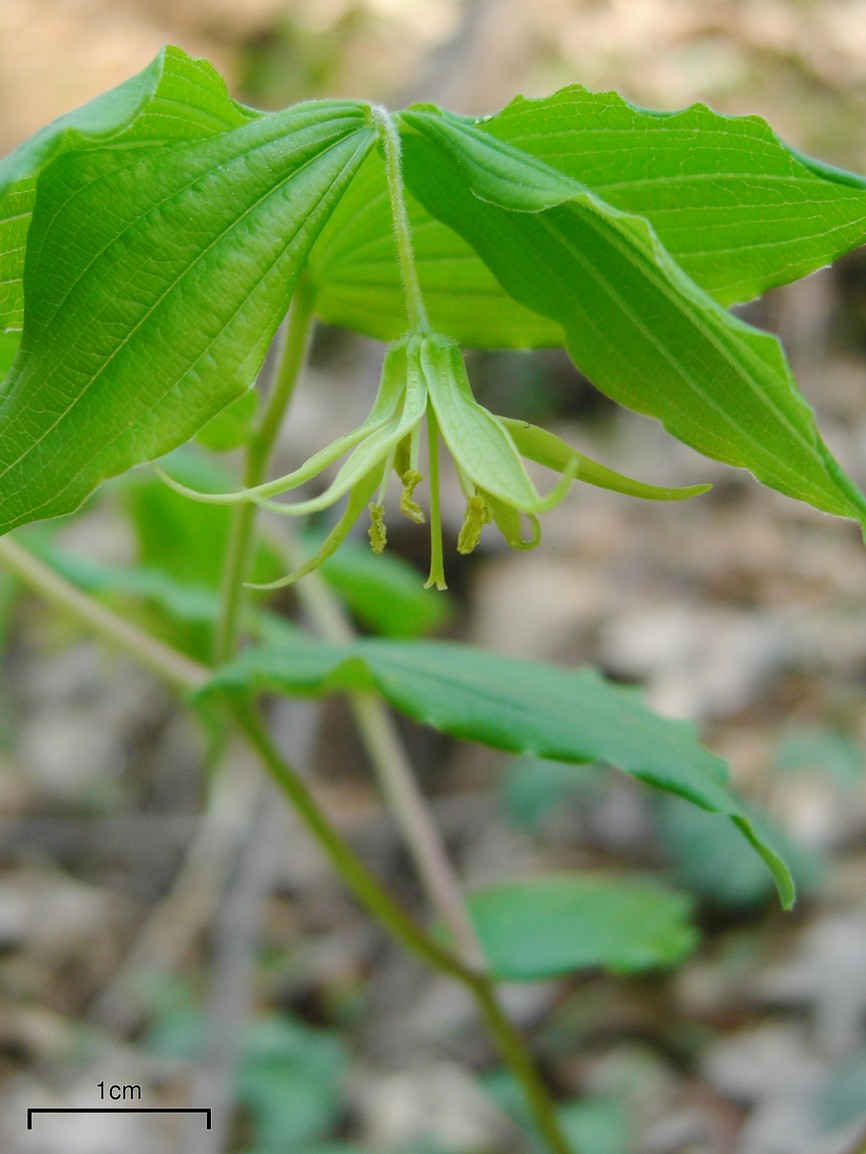
Laubblätter und gestielte Blüte von Prosartes lanuginosa

### Erscheinungsbild und Blätter
Die Prosartes-Arten wachsen als ausdauernde krautige Pflanzen. Als Überdauerungsorgane werden kriechende bis mehr oder weniger aufrechte, meist flaumig behaarte, schlanke, knollige Rhizome gebildet, an denen sich die Faserwurzeln entwickeln. Die mehr oder weniger aufrechten Stängel sind im oberen Bereich verzweigt und kahl sowie ohne Drüsen. Am unteren Bereich des Stängels befinden sich Schuppen.
Viele sitzende bis fast sitzende Laubblätter sind am Stängel wechselständig verteilt angeordnet. Die einfachen Blattspreiten sind breit eiförmig bis verkehrt-lanzettlich mit mehr oder weniger stumpfem, herzförmigem bis spitzem Spreitengrund und spitzem bis zugespitztem oberem Ende. Es sind mindestens drei Hauptadern vorhanden und die Blattadern zweiter Ordnung sind locker netzartig angeordnet.

### Blütenstände und Blüten
Die Blüten stehen endständig in doldenähnlichen Blütenständen, die meist nur ein bis vier, selten bis zu sieben gestielte, hängende Blüten enthalten. Es sind zwei bis fünf pergamentartige Tragblätter vorhanden.
Die meist glockenförmigen Blüten sind zwittrig, radiärsymmetrisch und dreizählig. Die sechs gleichen, freien Blütenhüllblätter sind konvex und am oberen Ende schwach gewölbt und nicht haltbar. Die Farbe der Blütenhüllblätter ist weiß bis mehr oder weniger grün mit grüner Basis. Es sind zwei Kreise mit je drei Staubblättern vorhanden. Die an der Basis der Blütenhüllblätter inserierten Staubfäden sind kahl und fadenförmig bis an ihrer Basis verbreitert. Die linealisch-länglichen Staubbeutel sind frei beweglich. Die drei Fruchtblätter sind zu einem schmal ellipsoiden bis verkehrt-eiförmigen, oberständigen, dreikammerigen Fruchtknoten verwachsen. Jede Fruchtknotenkammer enthält zwei bis sechs hängende (daher der Gattungsname Prosartes) oder horizontale Samenanlagen. Der schlanke bis fadenförmige Griffel endet in einer einfachen oder schwach dreilappigen Narbe und kann bei einzelnen Arten die Blütenhülle überragen.

### Früchte und Samen
Der Fruchtstiel ist relativ dünn. Die mehr oder weniger fleischigen Beeren färben sich bei Reife strohfarben, orangefarben bis rot. Die glatten, ellipsoiden bis länglichen Samen sind weiß bis hellgelb oder orange-braun.

### Chromosomenzahlen
Die Chromosomengrundzahl beträgt x = 6, 8, 9, 11.

## Systematik und Verbreitung
Die Prosartes-Arten sind in Nordamerika verbreitet.
Die Gattung Prosartes wurde 1839 durch David Don in Proceedings of the Linnean Society of London, Volume 1, S. 48 für zwei Arten, die bisher in der Streptopus eingeordnet waren, aufgestellt. Als Lectotypusart wurde 1874 Prosartes lanuginosa (Michx.) D.Don (Basionym Streptopus lanuginosus Michx.) durch Ludwig Georg Karl Pfeiffer, Nom. 2, S. 841 festgelegt. Der Gattungsname Prosartes leitet sich von dem griechischen Wort prosarto für „anhängen“ ab, dies bezieht sich auf die hängenden Samenanlagen der Typusart. Ein Synonym für Prosartes D.Don ist Lethea Noronha nom. inval.
Die Gattung Prosartes gehört zur Unterfamilie Calochortoideae innerhalb der Familie Liliaceae; früher gehörte sie in die Familien Calochortaceae, Convallariaceae oder Uvulariaceae. Diese nordamerikanischen Arten wurden bis 1994 als Sektion Disporum sect. Prosartes (D.Don) Jones in die ansonsten asiatische Gattung Disporum gestellt, die heute in der Familie Colchicaceae eingeordnet ist.
Es gibt etwa sechs Prosartes-Arten:
- Prosartes hookeri Torr.: Sie gedeiht in kühl-feuchten schattigen Wäldern und im Dickicht in Höhenlagen zwischen 100 und 2000 Metern im östlichen Nordamerika, von Alberta und British Columbia bis Oregon, Washington, Montana, Idaho, Kalifornien und den Porcupine Mountains in Michigan.[5]
- Prosartes lanuginosa (Michx.) D.Don: Sie gedeiht hauptsächlich in feuchten Wäldern in Höhenlagen zwischen 200 und 1600 Metern vom südlichen Ontario bis zu den östlichen Vereinigten Staaten.[5]
- Prosartes maculata (Buckley) A.Gray: Diese seltene Art gedeiht in alten, feuchten Laubwäldern, Schluchten und an Hängen in Höhenlagen zwischen 100 und 800 Metern im östlichen Nordamerika.
- Prosartes parvifolia S.Watson[7]: Sie kommt vom südwestlichen Oregon bis nordwestlichen Kalifornien vor.
- Prosartes smithii (Hook.) Utech, Shinwari & Kawano: Sie gedeiht in feuchten schattigen Wäldern in den Küstenbergen in Höhenlagen zwischen 0 und 200 Metern. Sie kommt im östlichen Nordamerika in British Columbia, Kalifornien, Oregon und Washington vor.
- Prosartes trachycarpa S.Watson: Sie gedeiht in schattigen Laubwäldern, Espenhainen bis offenen Nadelwäldern in Höhenlagen zwischen 300 und 2500 Metern. Bis auf eine Population kommt diese Art nur im westlichen Nordamerika vor.

## Nutzung
Über eine Nutzung von Prosartes-Arten ist nichts bekannt.